# Nattages
Nattages är en kommun i departementet Ain i regionen Auvergne-Rhône-Alpes i östra Frankrike. Kommunen ligger  i kantonen Belley som ligger i arrondissementet Belley. Kommunens areal är 10,33 km². År 2018 hade Nattages 589 invånare.

## Befolkningsutveckling
Antalet invånare i kommunen Nattages
Referens: INSEE